# Нордкап

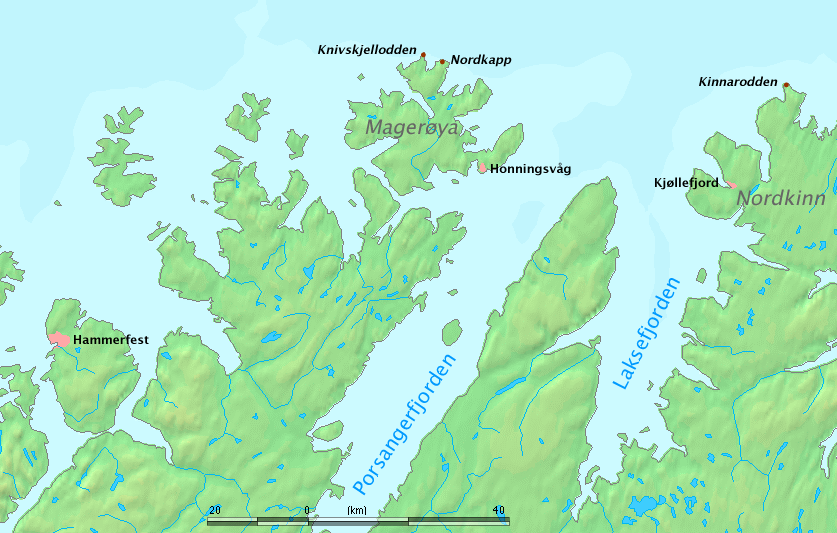
Нордкап на карте

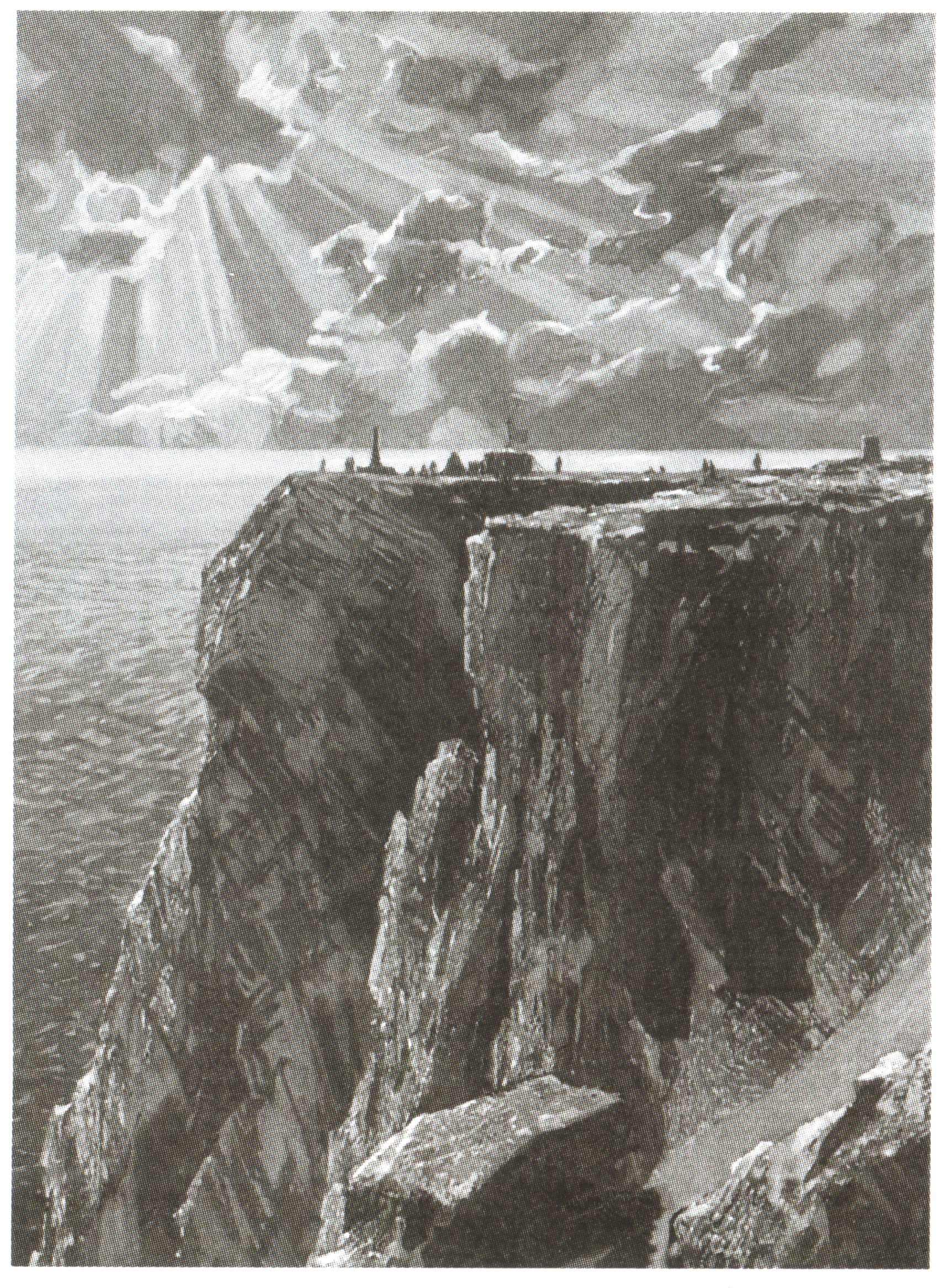
Мыс Нордкап, обогнув который, корабль входит в арктические воды. Литография начала XX века

Но́рдкап (норв. Nordkapplatået, нюнорск Nordkapp, северносаам. Davvenjárga) — мыс на острове Магерё на севере Норвегии, в коммуне Нордкап. Высота мыса 307 м.
Нередко также считается самой северной точкой Европы, однако, мыс расположен на острове, а к Европе относят и более северные острова архипелагов Шпицберген, Земля Франца-Иосифа и Новая Земля. Также соседняя точка Кнившелльодден выступает в море на 1,5 км севернее (оба места находятся на острове). Самой северной континентальной точкой Европы является мыс Нордкин.
Ближайший к мысу порт — небольшой рыбацкий городок Хоннингсвог.
Мыс Нордкап — часть большой скалы. Гранитная скала разбита трещинами на три выступа: средний, самый большой, и есть Нордкап. Верхняя часть Нордкапа плоская, покрыта каменистой тундрой с небольшими озёрами.
Нордкапу дал название английский исследователь Ричард Ченслер в 1553 году, когда он прошёл рядом с мысом в поисках Северного прохода. Впоследствии мыс посещали многие исследователи, взбираясь по скале на плато; наиболее известные посетители мыса — король Норвегии Оскар II в 1873 году и король Таиланда Чулалонгкорн в 1907 году. Сегодня мыс Нордкап — туристическое место, на нём находится смотровая площадка.
В 1943 году недалеко от мыса произошло сражение между силами германского и британского флотов (См. Бой у Нордкапа), за победу в котором британский адмирал Брюс Фрэйзер позднее получил титул «барона Нордкапского» (Baron Fraser of North Cape).

## Галерея

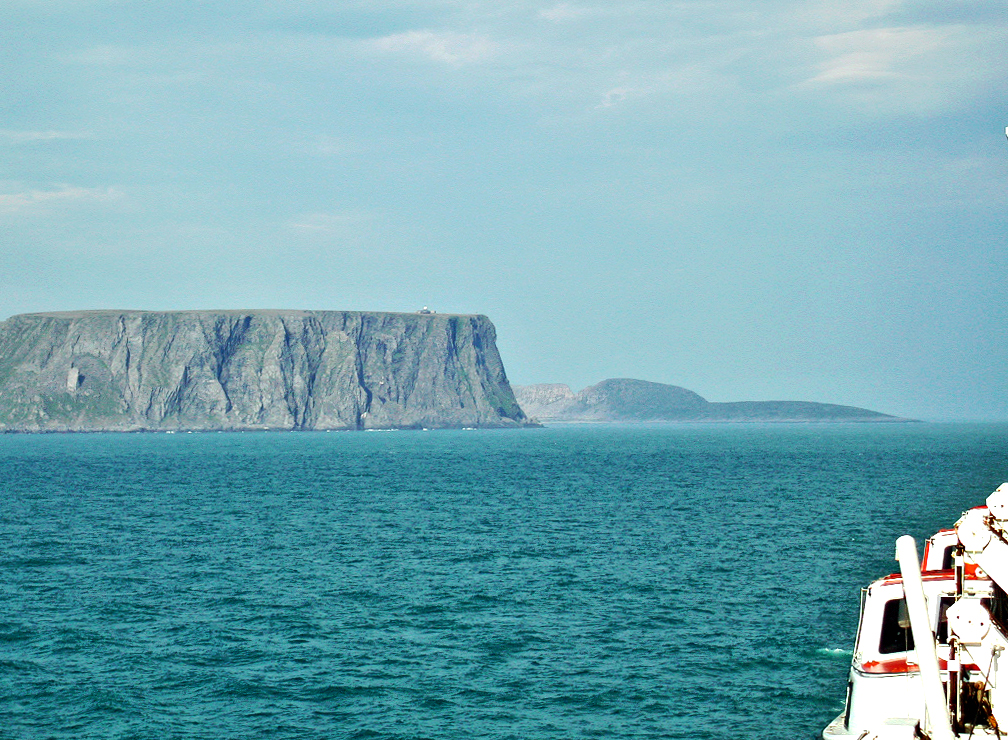
Нордкап (на переднем плане), Кнившелльодден (на заднем)
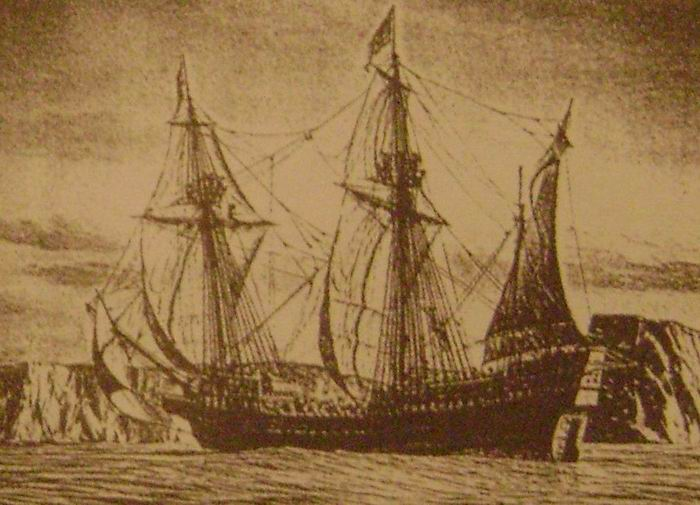
Корабль Ченслора «Эдуард Бонавентура» огибает мыс (1553)
Вид на Северный Ледовитый океан с Нордкапа